# Першомайська сільська рада (Березівський район)
Першомайська сільська рада (біл. Першамайскі сельсавет) — адміністративно-територіальна одиниця у складі Березівського району Берестейської області Білорусі. Адміністративний центр — село Першомайська.

## Склад
Населені пункти, що підпорядковувалися сільській раді станом на 2009 рік:
| Населений пункт | Тип          |
| --------------- | ------------ |
| Вощанка         | село         |
| Жичин           | село         |
| Кабаки          | агромістечко |
| Карпеші         | село         |
| Нивищі          | село         |
| Першомайська    | агромістечко |
| Піщанка         | село         |
| Тихни           | село         |

## Населення
За переписом населення Білорусі 2009 року чисельність населення сільської ради становила 1765 осіб.

### Національність
Розподіл населення за рідною національністю за даними перепису 2009 року:
| Національність                | Осіб | Відсоток |
| ----------------------------- | ---- | -------- |
| білоруси                      | 2590 | 146,74 % |
| росіяни                       | 119  | 6,74 %   |
| українці                      | 58   | 3,29 %   |
| поляки                        | 19   | 1,08 %   |
| національність не вказана     | 6    | 0,34 %   |
| німці                         | 3    | 0,17 %   |
| вірмени                       | 2    | 0,11 %   |
| литовці                       | 1    | 0,06 %   |
| латиші                        | 1    | 0,06 %   |
| осетини                       | 1    | 0,06 %   |
| удмурти                       | 1    | 0,06 %   |
| національність не повідомлена | 1    | 0,06 %   |
| Разом                         | 1765 | 100 %    |